# Лейла Зерружі
Лейла Зерружі (фр. Leila Zerrougui; нар. 1956, Сук-Ахрас, Алжир) — експерт у галузі прав людини та правосуддя, заступник Спеціального представника Генерального секретаря та заступник голови місії Організації Об'єднаних Націй зі стабілізації в Демократичній Республіці Конго (MONUSCO). 13 липня 2012 року її було призначено Спеціальним представником Генерального секретаря ООН з питань дітей та збройних конфліктів.
У 2001 році Лейла Зерружі стала членом Робочої групи з безпідставних затримань у Раді з прав людини Організації Об'єднаних Націй, з 2003 до травня 2008 була її головою та доповідачем. До цього працювала як експерт ряду робочих груп та комітетів Комісії з прав людини.

## Біографія

### У алжирській судовій системі
У 1980 році Лейла Зерругі закінчила Національну школу адміністрації Алжиру.
- 1980—1986: Суддя у суді першої інстанції
- 1986—1997: Суддя апеляційного суду міст Алжир та Бліда
- 1998—2000: Юридичний радник канцелярії Міністерства Юстиції
- 2000: Радник Верховного Суду

Водночас вона виконувала обов'язки консультанта при Президентові Республіки у своїй країні (2000—2003) та брала участь у роботі Національної комісії з реформи системи правосуддя.

### Мандат ООН
- 2000—2004: експерт та спеціальний доповідач Підкомітету з просування та захисту прав людини
- 2001—2008: робоча група з безпідставних затримань, де вона була президентом з 2003 року
- 2008—2012: Заступник Спеціального представника Демократичної Республіки Конго (ДРК) та заступник голови Місії ООН у Демократичній Республіці Конго (MONUC), потім Місії зі стабілізації ООН у Демократичній Республіці Конго (MONUSCO)
- З 13 липня 2012 року призначена Спеціальним представником Генерального секретаря ООН з питань дітей та збройних конфліктів.

### Інша діяльність
Публікується у спеціалізованих журналах у галузі юстиції та прав людини.
З 1993 року займала численні академічні посади в алжирських університетах та правничих школах.
З 2000 року займає посаду доцента у Вищій школі права Алжиру.
Член Виконавчої ради Арабської хартії прав людини (AHRF), організації, що керує довгостроковим розподілом пожертвувань неурядовим організаціям, що займаються правами людини в арабських країнах.

### Місії ООН
- Китай/Тибет (2004)[2]
- Гуантанамо (2005)[3]
- Гондурас (2006)[4]